# Пајн Риџ (Алабама)
Пајн Риџ (енгл. Pine Ridge) град је у америчкој савезној држави Алабама. По попису становништва из 2010. у њему је живело 282 становника.

## Демографија
Према попису становништва из 2010. у граду је живело 282 становника, што је 39 (16,0%) становника више него 2000. године.
| Група             | 2000.       | 2010.       |
| Белци             | 233 (95,9%) | 215 (76,2%) |
| Афроамериканци    | 0 (0,0%)    | 5 (1,8%)    |
| Азијати           | 0 (0,0%)    | 0 (0,0%)    |
| Хиспаноамериканци | 1 (0,4%)    | 59 (20,9%)  |
| Укупно            | 243         | 282         |